# جان استوارت میل
جان استوارت میل (به انگلیسی: John Stuart Mill) (زادهٔ ۲۰ مه ۱۸۰۶ در لندن – درگذشتهٔ ۸ مه ۱۸۷۳ در آوینیون)، فیلسوف بریتانیایی سدهٔ نوزدهم بود. او گذشته از آن که نویسنده بود و در زمینه منطق، شناخت‌شناسی، اخلاق و اقتصاد قلم می‌زد، در عرصهٔ سیاست نیز فعال بود.
میل دوره‌ای دراز کارمند کمپانی هند شرقی بود و چندی هم رئیس آن شد. در دهه ۱۸۶۰ (میلادی) او نمایندهٔ مجلس عوام در پارلمان بریتانیا شد و به دفاع از سیاست لیبرال در مسائل قانون‌گذاری و آموزش همت نهاد. نوشته‌های سیاسی میل دربارهٔ مسائل مربوط به حقوق و آزادی سیاسی، حکومت پارلمانی و جایگاه و پایگاه زنان در جامعه بوده‌است. میل در شناخت‌شناسی قائل به تجربه‌گرایی و در فلسفه اخلاق فایده‌گرا بود. مکتبی که بنیانگذارانش جرمی بنتام و پدرش جیمز میل بودند.

## دوران زندگی

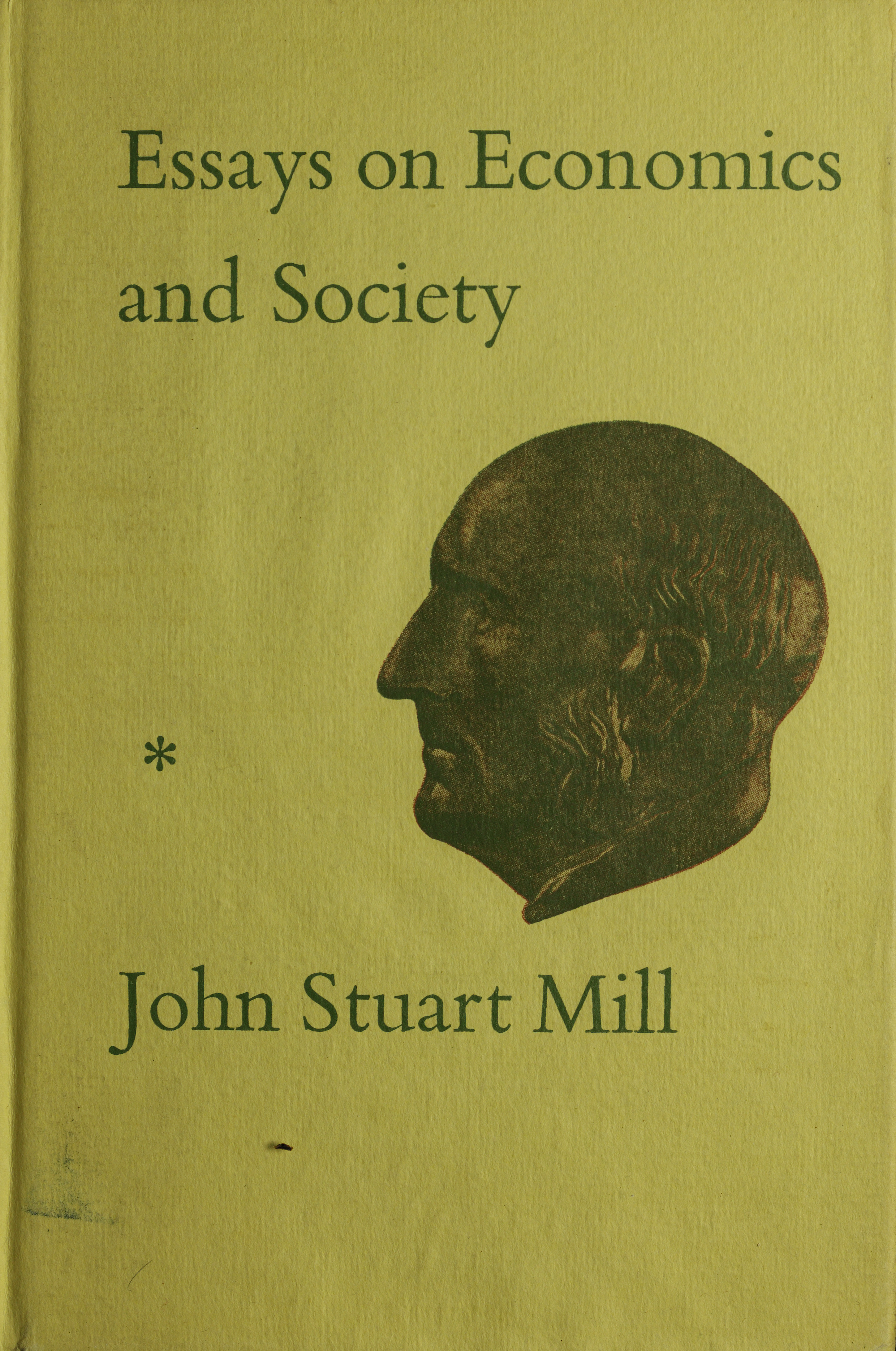
مقالاتی در مورد اقتصاد و جامعه، ۱۹۶۷

جان استوارت میل در سال ۱۸۰۶ در خانواده‌ای متوسط  در لندن به دنیا آمد. پدرش جیمز میل اقتصاددان، فیلسوف و تاریخ نگار اسکاتلندی بود. جان استوارت میل از سه سالگی آموختن زبان لاتین را آغاز کرد. پدرش هرگز او را به مدرسه نفرستاد تا فرزندش را به شیوه خاص خودش تربیت کند. افسانه‌های ازوپ نخستین کتابی بود که جان توانست به زبان یونانی بخواند.
وقتی جان هشت ساله شد، جرمی بنتام در اقدام سخاوتمندانه‌ای دیگر خانه شماره یک خیابان کوئین اسکویرپلیس را در اختیار خانوادهٔ میل گذاشت. جان پیش از آن‌که ۱۰ ساله شود، شش محاوره از محاورات افلاطون را خوانده بود تا برای آموختن منطق آماده شود؛ جان در ۱۲ سالگی علاوه‌بر مطالعه آثار کلاسیک یونان و حتی «ریطوریقا» ی ارسطو، (به لاتین: Ars Rhetorica)، جبر، هندسه و حساب دیفرانسیل هم آموخته بود. آموختن علم منطق در ۱۲ سالگی آغاز شد. آن هم با رساله‌های لاتینی دربارهٔ منطق اسکولاستیک (مَدرسی). جان در کتاب بیوگرافیکی که بعدها نگاشت، بر اهمیت این قسمت از آموزشش بسیار تأکید کرد. ۱۳ سالگی آغاز آموزش اقتصاد بود. جیمز در این سال یک دوره کامل اقتصاد سیاسی را به جان تدریس کرد و او را موظف کرد کتاب‌های آدام اسمیت و هم‌چنین اثر تازه تألیف شده دیوید ریکاردو با عنوان «اصول اقتصاد سیاسی و مالیات بندی» را بخواند و خلاصه‌نویسی کند که جان در سال ۱۸۲۰ آن‌ها را در قالب کتاب «اصول اولیه اقتصاد سیاسی» منتشر کرد. در همین سال بود که به دعوت همان خانواده نوع‌دوست به فرانسه رفت تا یک سالی را در آن‌جا سر کند. وی در آن‌جا زبان فرانسوی آموخت و شش ماهی هم در مون‌پلیه شیمی و ریاضیات خواند.
در اوایل سال ۱۸۳۰، میل با شخصی که پس از پدرش بیشترین تأثیر را بر او داشت، ملاقات کرد: هریت تیلور، زن متأهل بیست و دو ساله در آن زمان عاشق میل، که دو سال از او بزرگتر بود، شد و تنها پس از آن «جفت روح» و عاشق او شد، گرچه هیچ ارتباط جنسی وجود نداشت. در سال ۱۸۵۱، پس از مرگ همسر هریت تیلور در سال ۱۸۴۹، هریت تیلور با میل ازدواج کرد. هریت به عنوان یک «روشنفکر چپ رادیکال»، مدافع متعهدی برای حقوق زنان بود و تأثیرات تعیین‌کننده ای در افکار و آثار میل داشت (که وی در انتشارات خود دربارهٔ آزادی، تأملات در مورد دولت نماینده و سودگرایی تأکید کرد).

## زندگی فکری

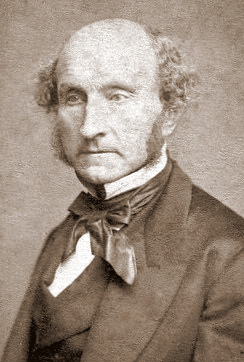
در سال ۱۸۶۵

وی پس از بازگشت از فرانسه و پژوهش و تحقیق دربارهٔ انقلاب فرانسه، در زمستان سال ۱۸۲۱ «قانون رومی» را مطالعه کرد. همراه جان در این بخش از مطالعاتش جان آستین بود که شاید بتوان او را بهترین میراث‌دار اندیشه‌های «فایده‌گرایانه» جرمی بنتام دانست. در زمستان ۱۸۲۲ جان و دوستان جوانش انجمنی تشکیل دادند که هر دو هفته یک بار تشکیل جلسه می‌داد و به بحث و بررسی دربارهٔ موضوعات مختلف می‌پرداخت. آن‌ها معیار تمام بحث‌هایشان را در اخلاق و سیاست «اصل فایده» گذاشته بودند. در سال ۱۸۲۳ جیمز میل کاری برای جان در کمپانی هند بریتانیایی پیدا کرد. از همان سال روزنامه‌نگاری را هم آغاز کرد. در سال ۱۸۲۴ هم جان به انتشار مقاله در وست مینستر ریویو پرداخت؛ نشریه‌ای که جرمی بنتام یک سال قبل راه‌اندازی کرده بود. نوشته‌های آغازین او در مورنینگ کرونیکل منتشر شد. جان از سال ۱۸۲۵ سخنرانی‌های عمومی‌اش را آغاز کرد. بحث و جدل‌های او با دیگران، منجر به شکل‌گیری یک انجمن بحث و جدل شد که تقریباً تمام وقت جان را پر کرد. او آخرین مقاله‌اش را در وست مینستر، در بهار سال ۱۸۲۸ نوشت؛ مقاله‌ای دربارهٔ انقلاب فرانسه.
در سال ۱۸۳۰ میل باز هم به فرانسه رفت. او در آن‌جا با انقلابیان انقلاب دوم فرانسه دیدار کرد و با نوشته‌های آگوست کنت و سن سیمون، جامعه‌شناس فرانسوی نیز آشنا شد. در همین ایام میل دست به کار نگارش پنج رساله شد که بعدها تحت عنوان «رساله‌هایی در باب برخی مسائل حل و فصل نشده اقتصاد سیاسی» منتشر شد. آشنایی او با هریت تیلور در سال ۱۸۳۰ هم در تغییر برخی دیدگاه‌های سیاسی‌اش بی تأثیر نبود؛ تیلور همان زنی بود که بعدها پس از مرگ همسرش با جان استوارت میل ازدواج کرد و تا آخر عمر با او ماند. او در سلسله مقالاتی که با عنوان «روح زمانه» در سال ۱۸۳۱ نگاشت، کوشید تا دیدگاه‌های تازه‌اش در باب حکومت را مدون کند. حال جسمی پدرش در سال ۱۸۳۵ وخیم شد و در ژوئن ۱۸۳۶ بود که جان استوارت میل بزرگ‌ترین معلم همه دوران‌های زندگی اش را از دست داد. یک سال پس از مرگ پدر، وی تألیف کتاب «نظام منطق» را که پنج سال پیش به کناری نهاده بود، از سرگرفت و آن را در سال ۱۸۴۰ به پایان برد. البته آن را طبق روال همیشگی‌اش در سال ۱۸۴۱ بازنویسی کرد و اندیشه‌های منطقی‌اش را در قالب ردیه‌ای بر «فلسفه علوم استقرایی» ویول که تازه منتشر شده بود، عرضه کرد. میل اما هنوز به مهم‌ترین موضوعات زندگی‌اش نپرداخته بود.

## زندگی سیاسی
در پارلمان انگلیس وکلای مجلس با دقت و احترام به گفته‌های وی گوش می‌کردند و حتی مخالفان هم موقعی که جان استوارت میل صحبت می‌کرد سراپا گوش می‌شدند. گلادستن نخست‌وزیر نامی انگلستان یک بار به یکی از دوستانش گفته بود :هنگامی که جان استوارت میل در مجلس صحبت می‌کرد همیشه این‌طور احساس می‌کردم که به گفته‌های پیغمبری گوش می‌دهم (رساله دربارهٔ آزادی ترجمه جواد شیخ الاسلامی ص۱۳). علاقه او به نظریه‌پردازی سیاسی در سال ۱۸۴۷ اوج گرفت. دغدغه میل دربارهٔ وضعیت اسف‌بار زندگی مردمان آن دوران را می‌توان در جای جای آثارش بازیافت. در سال ۱۸۴۸ کتاب «اصول اقتصاد سیاسی» منتشر شد. در سال ۱۸۵۱ میل با هریت تیلور ازدواج کرد. او به صورت کتبی به همسرش قول داد که همانند قبل برای انجام هر کاری آزاد باشد، اختیار اموالش را داشته باشد و نیمی از درآمد کتاب‌های میل هم از آن او باشد. این کار میل به معنای زیر پا گذاشتن قانون‌های نوشته و نانوشته بریتانیایی در نسبت میان مردان و زنان بود. میل در سال ۱۸۵۴ نگارش رساله مختصر آزادی را آغاز کرد که بعدها و در سال ۱۸۵۹ به‌صورت کتابی مستقل منتشر شد. در سال ۱۸۶۱ هم «فایده‌گرایی» منتشر شد که یکی از مهم‌ترین آثار میل و بازپرداخت دین‌اش به پدر و عمو بنتام بود. کار بعدی میل انتشار جزوه «اندیشه‌هایی در باب اصلاحات پارلمانی» بود. در سال‌های بعد او کتاب «بررسی فلسفه سر ویلیام همیلتن» شهودگرا را نگاشت و مجموعه مقالاتش در معرفی آگوست کنت را در کتاب «آگوست کنت و پوزیتیویسم» منتشر کرد. شهرت جان استوارت میل بیشتر از آن شده بود که بتواند از تبعاتش برکنار بماند. در سال ۱۸۶۵ مردم از میل خواستند تا کاندیدای نمایندگی در مجلس عوام شود. حضور میل در مجلس تأثیر فراوانی بر تصویب «لایحه اصلاحات» داشت. در سال ۱۸۶۸ پارلمان منحل شد و میل هم به زندگی خصوصی‌اش برگشت و بیشتر اوقاتش را در فرانسه و در جوار گور همسر و معشوقش گذراند. در هشتم ماه مه سال، ۱۸۷۳ جان استوارت میل به دنبال یک حمله ناگهانی قلبی در آوینیون درگذشت. او را در گورستان محقر سن وران و در کنار گور هریت به خاک سپردند. جان استوارت میل در اواخر عمرش دست به کار نگارش کتاب اتوبیوگرافیک‌اش شده بود که به زعم بسیاری ادیبان، از مهم‌ترین آثار دوره ویکتوریایی به‌شمار می‌رود. این کتاب چند ماهی پس از مرگ میل منتشر شد.

## آثار

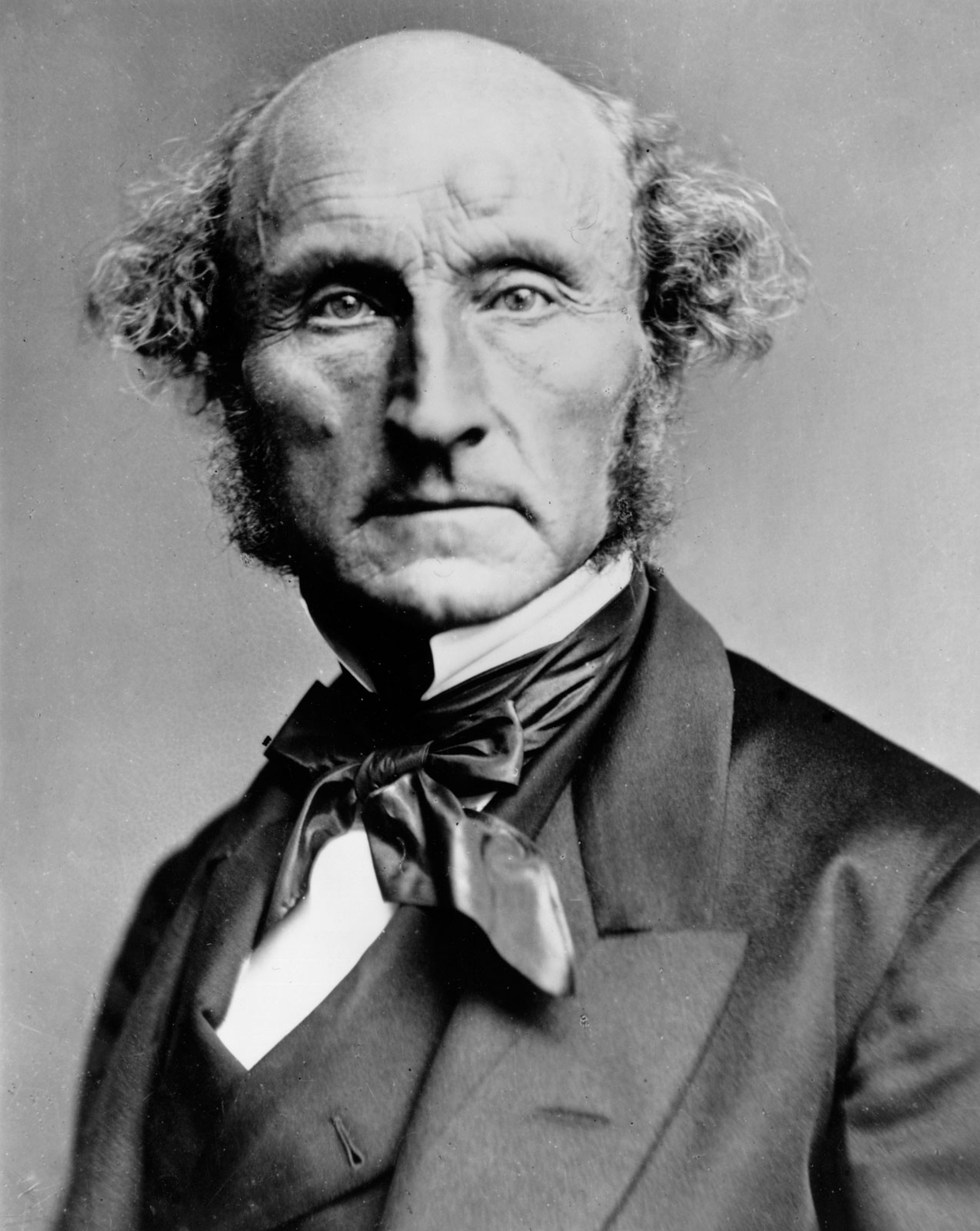
میل در سال ۱۸۷۰

- انقیاد زنان، ترجمه علاءالدین طباطبایی، تهران: انتشارات هرمس، ۱۳۸۵
- فایده‌گرایی، مرتضی مردیها (مترجم)، تهران: نشر نی، ۱۳۸۸
- در راه آزادی
- مبانی اقتصاد سیاسی
- تأملاتی در حکومت انتخابی (ترجمه: علی رامین)
- رساله دربارهٔ آزادی، ترجمه جواد شیخ الاسلامی، بنگاه ترجمه و نشر کتاب، ۱۳۳۸
- یادداشت‌هایی درباره‌ی سوسیالیسم، ترجمه پوریا گل‌شناس، نشر چشمه -چرخ، ۱۴۰۱
- رویارویی کاپیتالیزم و سوسیالیزم، ترجمه حسین فلاحی، نشر آماره، ۱۴۰۲